# Helena Sandblad
Helena Sophie-Louise Sandblad, född 19 augusti 1937 i Malmö Sankt Petri församling, död 10 mars 1998 i Gustav Vasa församling i Stockholm, var en svensk bibliotekarie och redaktionschef vid Sveriges Television.
Helena Sandblad var dotter till professor Nils Gösta Sandblad och Margot, ogift Rahden, som var fil. kand. Efter studier vid Uppsala universitet blev hon filosofie kandidat 1960 och gick därefter Bibliotekshögskolan 1960–1961. Hon blev bibliotekarie vid Solna stadsbibliotek 1964, konsulent vid Skolöverstyrelsen 1971 och byrådirektör vid Statens kulturråd 1975. Sandblad var ledamot i Utbildningsdepartementets barnkulturgrupp 1975–1978, lektör vid Bibliotekstjänst, recensent i Expressen 1969–1979 och författare av skrifter rörande litteratur och bibliotek. Hon var redaktör för antologin Min nya skattkammare (1979).
Hon kom sedan till Sveriges Television, där hon 1979 blev redaktionschef för barnredaktionen på TV2. Som nytillträdd barnchef 1979 ville hon slopa den traditionella sändningen av Kalle Anka och hans vänner önskar God Jul, men möttes av kraftiga protester från TV-tittarna. Hon hade dock inget inflytande över Kalle Anka eftersom det programmet sändes i TV1.
I november 1986 utsågs hon till chef för nya Kanal 1:s barn- och ungdomsredaktion med start 1987. Från 1988 var hon också programchef för allmänna avdelningen på Kanal 1. På grund av sjukdom lämnade hon 1997 över chefskapet till Ragna Wallmark efter 18 år vid TV.
Helena Sandblad var en tid sambo med fotografen Ove Wallin (född 1931), med vilken hon fick sonen Mattis Sandblad (född 1965), som är fotograf vid Verdens Gang. År 1979 blev hon sambo med kanslichefen och översättaren Jan Ristarp (född 1935).
Hon avled i sjukdomen ALS vid 60 års ålder.